# Decksaufbau

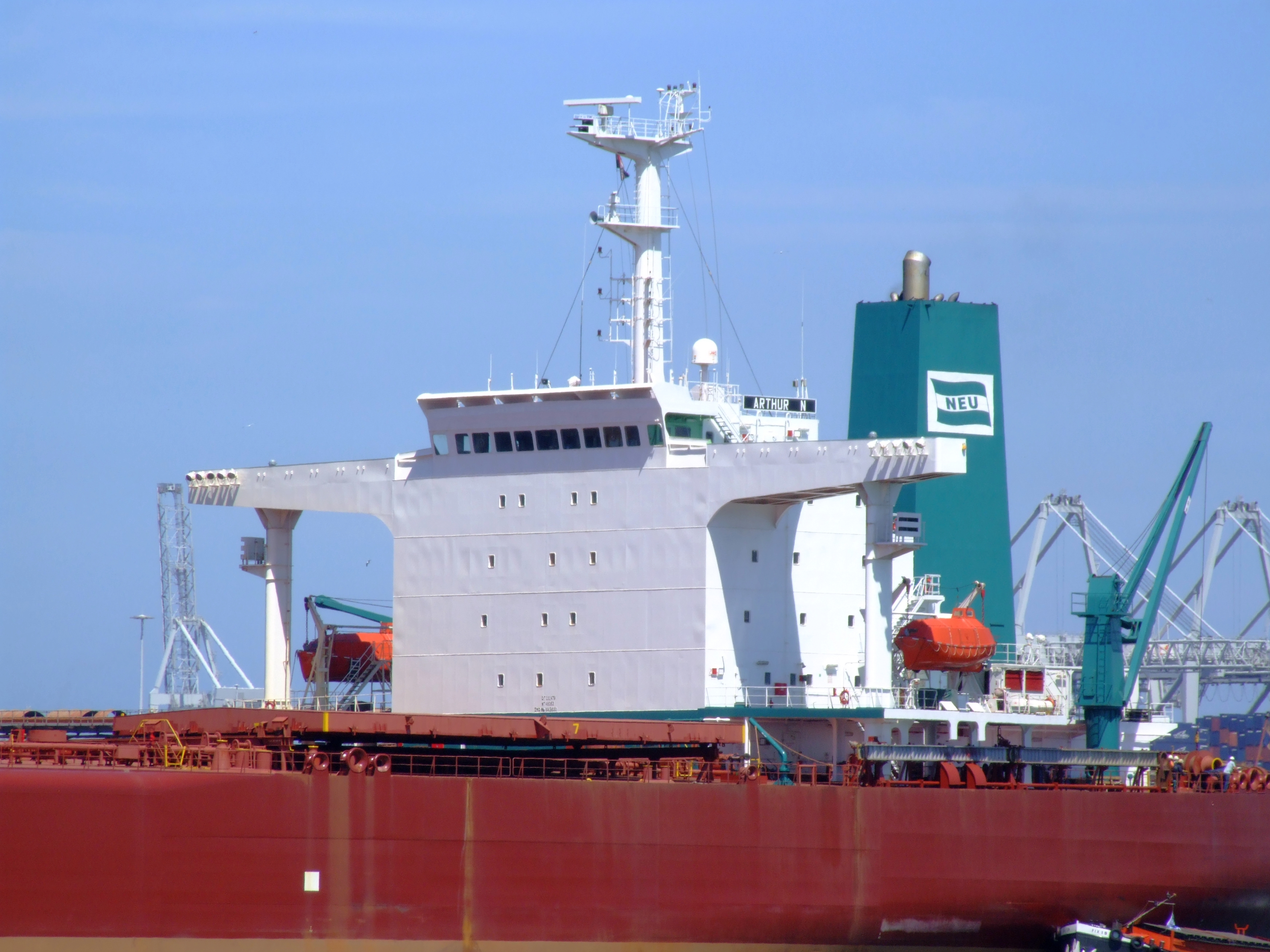
Deckshaus eines modernen Massengutfrachters

Als Decksaufbau bezeichnet man alle über das Schiffsdeck hinausragenden Aufbauten. Dazu gehören zunächst das Deckshaus mit der Kommandobrücke, aber auch Masten, Schornsteine, Kräne und andere Be- und Entladeeinrichtungen, nicht aber die Ladung (z. B. Container). Man unterteilt gewöhnlich in Aufbauten, deren Seiten durch die Außenhaut des Rumpfes gebildet werden und Deckshäusern, die von Wänden umgrenzt sind, aber nicht bis an die Außenhaut reichen. Bei Militärschiffen zählt auch die Bewaffnung zu den Decksaufbauten. Die Decksaufbauten gehören konstruktionsgemäß zum Schiffsentwurf und werden nach Fertigstellung des Rumpfes in das Schiffsdeck integriert bzw. aufgesetzt. Decksaufbauten werden bei Umbauten zum Teil stark verändert oder entfernt, was dem Schiff unter Umständen ein völlig anderes Aussehen verleiht. Die Deckshäuser von Flugzeugträgern werden aufgrund ihrer geringen Grundfläche auch als Insel bezeichnet. Bei manchen Segelyachten ist ein Teil des Wohnraums als Deckssalon ausgeführt.

## Sonstiges
Ein Decksaufbau in der Mitte des Schiffes ist für die Besatzung am angenehmsten: hier spürt man Schiffsbewegungen am wenigsten. Außerdem sind die Beeinträchtigungen durch Lärm und Vibrationen geringer, wenn sich der Maschinenraum nicht direkt unter dem Decksaufbau befindet.